# Laure Pequegnot
Laure Pequegnot (ur. 30 września 1975 w Échirolles) – francuska narciarka alpejska, srebrna medalistka olimpijska, brązowa medalistka mistrzostw świata oraz zdobywczyni Małej Kryształowej Kuli Pucharu Świata w slalomie.

## Kariera
Pierwszy sukces w karierze Laure Pequegnot osiągnęła podczas mistrzostw świata juniorów w Lake Placid w 1994 roku, gdzie zdobyła złoty medal w slalomie. W zawodach tych wyprzedziła Austriaczkę Barbarę Raggl oraz Mélanie Turgeon z Kanady. W zawodach Pucharu Świata zadebiutowała 27 listopada 1994 roku w Park City, zajmując dwudzieste miejsce w slalomie. Tym samym już w swoim debiucie zdobyła pierwsze pucharowe punkty. Na podium po raz pierwszy stanęła 14 stycznia 2001 roku we Flachau, zajmując w tej samej konkurencji drugie miejsce. Uległa tam jedynie Janicy Kostelić z Chorwacji, zajmując drugie miejsce ex aequo z Austriaczką Karin Köllerer. W kolejnych latach w najlepszej trójce slalomu znalazła się jeszcze siedmiokrotnie, odnosząc przy tym trzy zwycięstwa: 22 listopada 2001 roku w Copper Mountain, 13 stycznia 2002 roku w Saalbach-Hinterglemm i 3 lutego 2002 roku w Åre. Ostatnie podium wywalczyła 16 grudnia 2003 roku w Madonna di Campiglio, kończąc slalom na drugiej pozycji. Najlepsze wyniki osiągnęła w sezonie 2001/2002, kiedy to zajęła dziewiąte miejsce w klasyfikacji generalnej, a w klasyfikacji slalomu zdobyła Małą Kryształową Kulę. Była też między innymi piąta w slalomie w sezonie 2000/2001 oraz szósta w sezonie 2002/2003.
Czterokrotnie startowała na mistrzostwach świata, jednak nie zdobyła medalu. Najlepszy wynik osiągnęła podczas mistrzostw świata w Sankt Moritz w 2003 roku, gdzie była siódma w slalomie. W 1998 roku wystąpiła na igrzyskach olimpijskich w Nagano, jednak nie ukończyła już pierwszego przejazdu slalomu. Największy sukces w karierze osiągnęła na rozgrywanych cztery lata później igrzyskach w Salt Lake City, gdzie w swej koronnej konkurencji wywalczyła srebrny medal. Po pierwszym przejeździe zajmowała drugie miejsce, tracąc do prowadzącej Kostelić 0,18 sekundy. W drugim przejeździe uzyskała czwarty wynik, co jednak dało jej drugi łączny czas i srebrny medal.Na podium rozdzieliła Janicę Kostelić, do której straciła 0,07 sekundy, oraz Anję Pärson ze Szwecji, którą pokonała o 0,92 sekundy. Na tych samych igrzyskach wystartowała także w gigancie, kończąc rywalizację na 33. pozycji. Brała również udział w igrzyskach olimpijskich w Turynie w 2006 roku, jednak wypadła z trasy slalomu podczas pierwszego przejazdu i ostatecznie nie była klasyfikowana. Wielokrotnie zdobywała medale mistrzostw Francji, w tym pięć złotych: w kombinacji w 1996 oku oraz slalomie w latach: 1998, 2003, 2004 i 2005. W marcu 2006 roku zakończyła karierę.

## Osiągnięcia

### Igrzyska olimpijskie
| Miejsce | Dzień     | Rok  | Miejscowość    | Konkurencja | Czas biegu  | Strata  | Zwyciężczyni    |
| ------- | --------- | ---- | -------------- | ----------- | ----------- | ------- | --------------- |
| DNF1    | 19 lutego | 1998 | Nagano         | Slalom      | 1:32,40 min | -       | Hilde Gerg      |
| 2.      | 20 lutego | 2002 | Salt Lake City | Slalom      | 1:46,10 min | +0,07 s | Janica Kostelić |
| 33.     | 22 lutego | 2002 | Salt Lake City | Gigant      | 2:30,01 min | +9,24 s | Janica Kostelić |
| DSQ     | 22 lutego | 2006 | Turyn          | Slalom      | 1:29,04 min | -       | Anja Pärson     |

### Mistrzostwa świata
| Miejsce | Dzień     | Rok  | Miejscowość  | Konkurencja | Czas biegu  | Strata  | Zwyciężczyni    |
| ------- | --------- | ---- | ------------ | ----------- | ----------- | ------- | --------------- |
| DNF2    | 13 lutego | 1999 | Vail         | Slalom      | 1:33,97 min | -       | Zali Steggall   |
| DNF2    | 7 lutego  | 2001 | St. Anton    | Slalom      | 1:32,95 min | -       | Anja Pärson     |
| 7.      | 15 lutego | 2003 | Sankt Moritz | Slalom      | 1:39,55 min | +1,75 s | Janica Kostelić |
| DNF1    | 11 lutego | 2005 | Bormio       | Slalom      | 1:47,98 min | -       | Janica Kostelić |

### Mistrzostwa świata juniorów
| Miejsce | Dzień    | Rok  | Miejscowość   | Konkurencja | Czas biegu  | Strata  | Zwyciężczyni    |
| ------- | -------- | ---- | ------------- | ----------- | ----------- | ------- | --------------- |
| 19.     | 4 marca  | 1993 | Montecampione | Slalom      | 1:16,22 min | +5,85 s | Morena Gallizio |
| 1.      | 15 marca | 1994 | Lake Placid   | Slalom      | 1:16,22 min | -       | -               |

### Puchar Świata

#### Miejsca w klasyfikacji generalnej
- sezon 1994/1995: 100.
- sezon 1995/1996: 85.
- sezon 1997/1998: 41.
- sezon 1998/1999: 63.
- sezon 1999/2000: 66.
- sezon 2000/2001: 22.
- sezon 2001/2002: 9.
- sezon 2002/2003: 19.
- sezon 2003/2004: 37.
- sezon 2004/2005: 47.
- sezon 2005/2006: 32.

#### Miejsca na podium
1. Flachau – 14 stycznia 2001 (slalom) – 2. miejsce
2. Copper Mountain – 22 listopada 2001 (slalom) – 1. miejsce
3. Maribor – 5 stycznia 2002 (slalom) – 3. miejsce
4. Maribor – 6 stycznia 2002 (slalom) – 2. miejsce
5. Saalbach-Hinterglemm – 13 stycznia 2002 (slalom) – 1. miejsce
6. Åre – 3 lutego 2002 (slalom) – 1. miejsce
7. Lillehammer – 26 marca 2003 (slalom) – 2. miejsce
8. Madonna di Campiglio – 16 grudnia 2003 (slalom) – 2. miejsce